# Ploska, Rivne
Ploska (în ucraineană Плоска) este un sat în comuna Malîi Șpakiv din raionul Rivne, regiunea Rivne, Ucraina.

## Demografie
Componența lingvistică a localității Ploska
     Ucraineană (97,64%)
     Rusă (2,36%)
Conform recensământului din 2001, majoritatea populației localității Ploska era vorbitoare de ucraineană (97,64%), existând în minoritate și vorbitori de rusă (2,36%).